# Fédération de Norvège de judo
La Fédération de Norvège de judo (norvégien : Norges Judoforbund - NJF) est l'organisme national pour le judo en Norvège. 

## Description
Son siège se trouve à Oslo. Le président est Vibeke Thiblin (depuis 2009), et le vice-président est Harald Monsen. La Fédération de Norvège de judo est affilié à la Fédération internationale de judo et a été fondé en 1967.

## Organisation
- président : Vibeke Thiblin
- vice-président : Harald Monsen
- secrétaire général : Kristoffer Halmøy

## Présidents de la NJF
- Torkel Sauer : 1967-1969
- Jon Døhl : 1970
- Atle Lundsrud : 1971-1972
- Gunnar Foss : 1972-1973
- Per Ingvoldstad : 1974
- Odd Johnsen : 1975-1976
- Rune Neraal : 1977-1979
- Jan Frank Ulvås : 1980-1983
- Lars Nicolay Hvardal : 1984-1986
- Bjarne Heimdal : 1987-1991
- Arild Sand : 1991-1994
- Erik Otto Jacobsen : 1994-1999
- Alf Birger Rostad : 1999-2003
- Jan Eirik Schiøtz : 2003-2009
- Vibeke Thiblin : 2209-2014

## Judokas norvégiens
- Mette Johanssen (né en 1989)
- Martin Thiblin